# Le Nizan
Le Nizan is een gemeente in het Franse departement Gironde (regio Nouvelle-Aquitaine) en telt 407 inwoners (2005). De plaats maakt deel uit van het arrondissement Langon.

## Geografie
De oppervlakte van Le Nizan bedraagt 14,9 km², de bevolkingsdichtheid is 27,3 inwoners per km².
De onderstaande kaart toont de ligging van Le Nizan met de belangrijkste infrastructuur en aangrenzende gemeenten.

## Demografie
Onderstaande figuur toont het verloop van het inwonertal (bron: INSEE-tellingen).